# Midsommar en Suecia
Midsommar es una de las fiestas anuales más importantes de Suecia, atrayendo a mucha gente. Midsommar es una celebración pagana que se suele, erróneamente, relacionar con San Juan. En Suecia se solía celebrar la Víspera de San Juan y la Fiesta de San Juan (Midsommarafton y Midsommardagen, en sueco) el 23 y el 24 de junio respectivamente, pero en 1953 se cambiaron las celebraciones al viernes y al sábado comprendidos entre el 20 y el 26 de junio. El viernes es el día en que se celebra más. 
En la celebración la gente eleva un palo o cruz de mayo (midsommarstång o majstång, en sueco), decorado con flores, hojas y, a veces, con listones amarillos y azules (los colores de la Bandera de Suecia). Es común que vengan familias con niños para ayudar a llenar el palo con flores y a ver la elevación del palo. Luego se suele bailar alrededor del palo, cantando canciones relacionadas con la celebración, como Små grodorna (“Las pequeñas ranas”), Tre små gummor (“Tres ancianitas”) y Vi är musikanter (“Somos músicos”). El palo de mayo y el baile a su alrededor son atracciones turísticas muy populares y llegan gente de todo el mundo para ver las tradiciones suecas y aprender los movimientos de la danza. 
Algunos llevan el traje típico de Suecia, y la mayoría de la gente (especialmente las mujeres) lleva una corona de flores y hojas, la cual simboliza a la suerte. Hace muchos años, cuando en Suecia se creía en la magia, se decía que las flores y las hojas que se recogían en Midsommar contenían magia y se solía guardar esta corona seca hasta la Navidad, cuando se ponía en el baño para retener energía. La noche entre la Víspera de San Juan y la Fiesta de San Juan es una de las noches más luminosas del año. Otra cosa mitológica que hacen los suecos en Midsommar es recoger 7 flores diferentes y ponerlas debajo de la almohada esa noche para soñar con la persona con quien en el futuro se casará. 
Hoy en día,  durante el midsommar se bebe una gran cantidad de alcohol, vendiéndose cerca de 80 millones de euros en bebidas alcohólicas. También es común irse a la costa para celebrar la fiesta.